# Ublo
Obec Ublo se nachází v okrese Zlín ve Zlínském kraji. Žije zde 292 obyvatel.

## Název
Jméno vsi bylo odvozeno od starého ubl - "pramen, studánka" (místní jména od tohoto základu jsou běžná v jihoslovanské oblasti).

## Historie
První písemná zmínka o obci pochází z roku 1450.

## Pamětihodnosti
- památník Osa české země

## Galerie

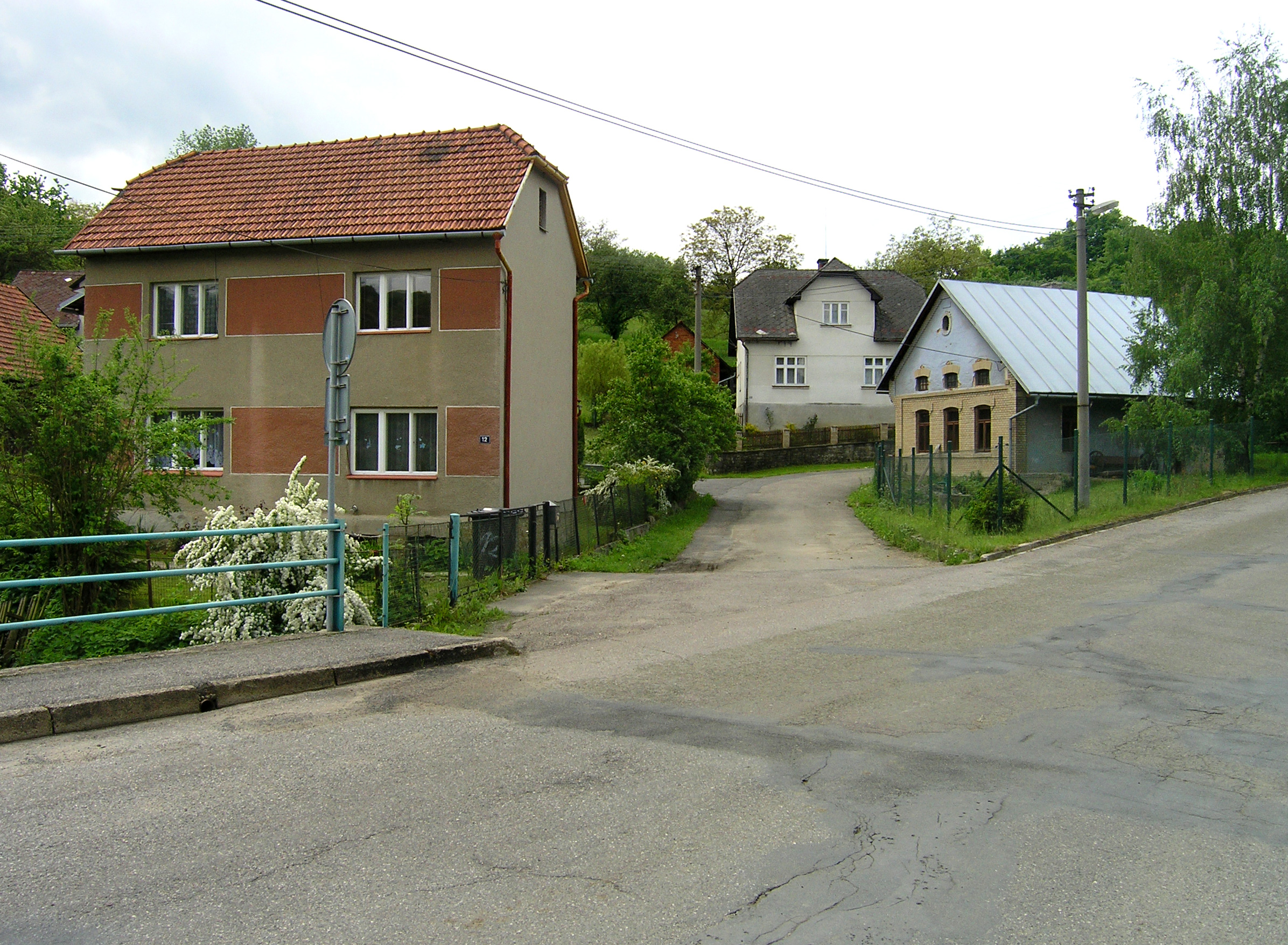
Dolní konec obce
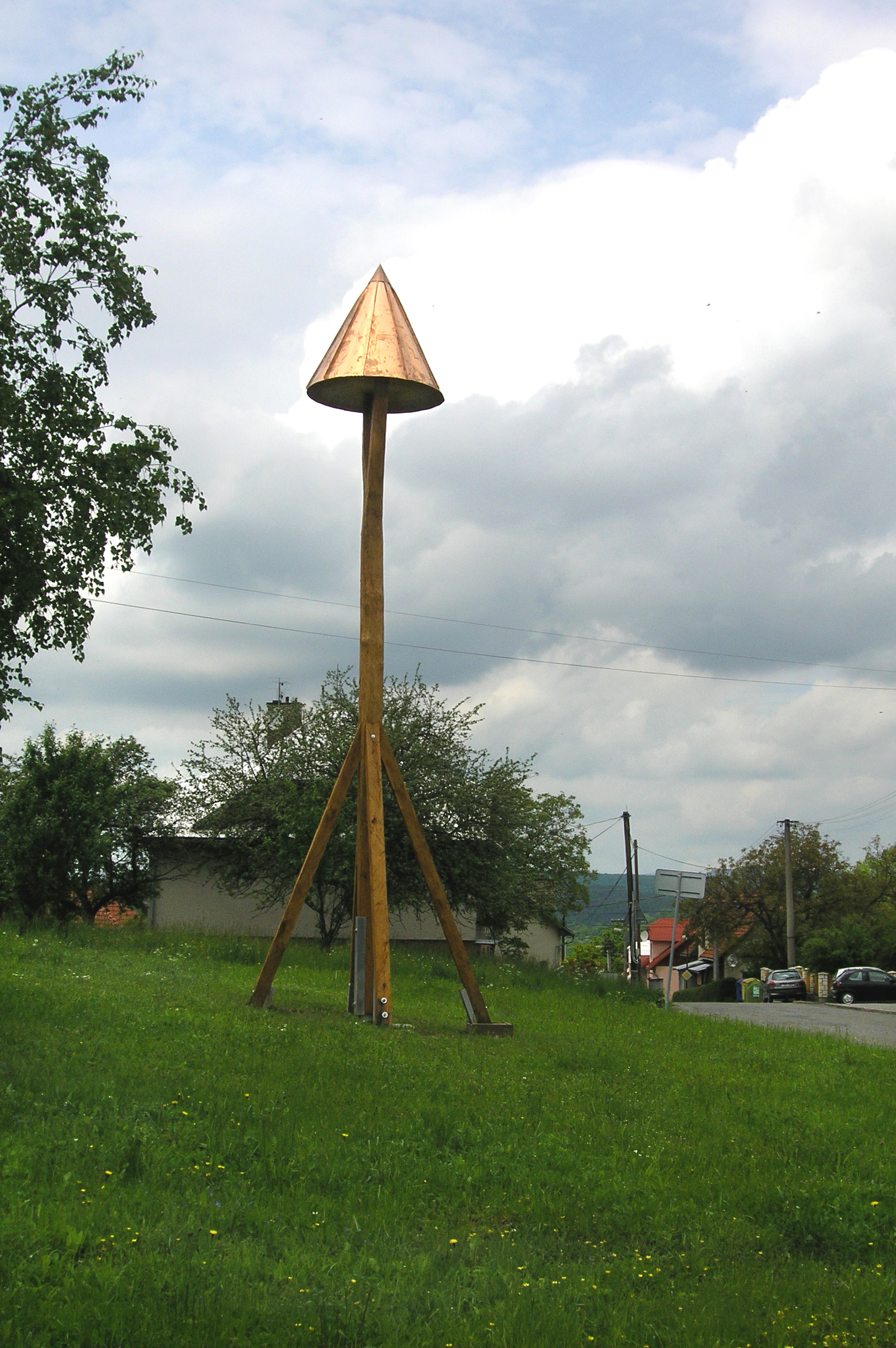
Horní konec obce